# Christiane Minazzoli
Pour les articles homonymes, voir Minazzoli.
Christiane Minazzoli est une actrice française, née le 11 juillet 1931 dans le 17e arrondissement de Paris et morte le 2 novembre 2014 à Neuilly-sur-Seine,.

## Biographie
Christiane Minazzoli est la fille d'une Française du Pas-de-Calais et d'un Italien du Piémont (Boca, province de Novara).
Très jeune, tout en faisant des études de danse classique au Conservatoire national de Paris, elle débute dans la troupe triomphante des Branquignols.
En 1952, à peine reçue au Conservatoire national supérieur d'art dramatique de Paris, elle est engagée par Jean Vilar et Gérard Philipe dans la Troupe du Théâtre national populaire (TNP). Elle y restera onze ans, jouant de grands classiques au palais de Chaillot, en Avignon et en tournées internationales.
Dès 1963, elle interprète des pièces d’auteurs contemporains sur de nombreuses scènes parisiennes. Elle se partage entre le théâtre, la télévision et le cinéma. Mariée une première fois avec Norbert Verzotti, elle vit ensuite avec Jean-Pierre Darras.
En 1969, Christiane Minazzoli se marie avec Philippe Thomas, chef d’entreprise, dont elle a deux enfants, Benjamin (1970) et Sébastien (1973).
La même année, elle joue avec Jean-Claude Drouot, Claude Jade et Christine Delaroche dans Le Songe d'une nuit d'été de Jean-Christophe Averty, d'après Shakespeare, où elle incarne Titania dans ce téléfilm féerique qui constitue l'une des premières œuvres de l'art vidéo.
Elle met fin à sa carrière en 2001 et meurt le 2 novembre 2014 à l'âge de 83 ans. Elle est inhumée au cimetière communal de Marnes-la-Coquette.

## Filmographie

### Cinéma
- 1949 : Branquignol de Robert Dhery : une danseuse
- 1952 : Casque d'Or de Jacques Becker : Madeleine
- 1952 : Mon curé chez les riches de Henri Diamant-Berger
- 1953 : Rue de l'Estrapade de Jacques Becker : une serveuse
- 1953 : Des quintuplés au pensionnat de René Jayet
- 1954 : Cadet Rousselle d'André Hunebelle
- 1956 : Treize à table d'André Hunebelle : Henriette
- 1962 : Bolivar 63-29 de Serge d'Artec
- 1963 : Les Aventures de Salavin de Pierre Granier-Deferre : Marguerite
- 1963 : Les Femmes d'abord de Raoul André : Juliette
- 1963 : À toi de faire... mignonne de Bernard Borderie : Carletta Strasser
- 1964 : Lucky Jo de Michel Deville
- 1964 : Hardi ! Pardaillan de Bernard Borderie : Duchesse de Montmorency
- 1965 : Passeport diplomatique agent K 8 de Robert Vernay : Eva Dolbry
- 1966 : Les malabars sont au parfum de Guy Lefranc : Valérie
- 1966 : La Femme perdue (La Mujer perdida) de Tulio Demicheli : Elena, marquise de Silva
- 1968 : La Nuit infidèle d'Antoine d'Ormesson : Florence
- 1969 : Faites donc plaisir aux amis (Prête-moi ta femme) de Francis Rigaud : Jacqueline
- 1969 : L'Auvergnat et l'Autobus de Guy Lefranc : Lisbeth
- 1973 : Un homme libre de Roberto Muller : l'hôtesse de vente
- 1975 : Histoire d'O de Just Jaeckin : Anne-Marie
- 1985 : Ça n'arrive qu'à moi de Francis Perrin : Mme Guilledou
- 1988 : Trois places pour le 26 de Jacques Demy : Mme Simonot
- 1991 : Madame Bovary de Claude Chabrol : la veuve Lefançois
- 1992 : Betty de Claude Chabrol : Mme Etamble
- 1994 : L'Enfer de Claude Chabrol : Mme Vernon
- 1996 : Les Deux Papas et la Maman de Jean-Marc Longval et Smaïn : la mère de Delphine

### Télévision
- 1955 : Tu ne m'échapperas jamais de Marcel Bluwal
- 1958 : Misère et noblesse de Marcel Bluwal : Gemma
- 1959 : Cristobal de Lugo de Jean-Paul Carrère : Antonia
- 1961 : Loin de Rueil de Claude Barma : Marthe Baponot
- 1963 : Le Maître de Ballantrae d'Abder Isker : Alison
- 1963 : Les Rustres de Jean Pignol : Felice, la femme de Canciaro
- 1966 : Le train bleu s'arrête 13 fois de Yannick Andréi, épisode Monaco : non-lieu : Nicole
- 1966 : Gerfaut de François Gir (série) : Clémence de Bergenheim
- 1966 : La Morale de l'histoire de Claude Dagues : Dany
- 1966 : L'Avare de Robert Valey : Élise
- 1966 : Le Trompette de la Bérésina de Jean-Paul Carrère (série) : Myonette / La générale de Bertrant
- 1966 : Commando spatial de Rolf Honold (série germano-française),(dans la version française) : Elle
- 1967 : Malican père et fils, épisode Danger de mort, de Yannick Andréi : Nicole
- 1968 : Cinq jours d'automne de Pierre Badel : Laurence
- 1968 : Turcaret de Lazare Iglesis : La baronne
- 1968 : La Dame fantôme de François Gir : Idabelle
- 1969 : Le Songe d'une nuit d'été de Jean-Christophe Averty : Titania
- 1972 : Les Évasions célèbres, épisode L'Evasion du duc de Beaufort de Christian-Jaque : Mme de Montbazon
- 1973 : Le Provocateur de Bernard Toublanc-Michel (série) : Anne-Marie Fontan
- 1975 : Des Christoffel von Grimmelshausen abenteuerlicher Simplicissimus (feuilleton) : Rosalie
- 1976 : Désiré de Jeannette Hubert : Odette Cléry
- 1977 : Chantecler de Jean-Christophe Averty : la poule faisane
- 1978 : Les Grandes Conjurations : La Guerre des Trois Henri de Marcel Cravenne : Duchesse de Montpensier
- 1979 : Emmenez-moi au théâtre : Le Canard à l'orange d'André Flédérick : Liz Preston
- 1979 : Julien Fontanes, magistrat : Une femme résolue de Bernard Toublanc-Michel : Marthe Vignory
- 1982 : Comme un roseau d'Alain Dhénaut : Delphine
- 1982 : La Nuit du général Boulanger d'Hervé Bromberger : Duchesse d'Uzès
- 1982 : Malesherbes, avocat du roi d'Yves-André Hubert : Mme de Rosanbo
- 1982 : La Nuit de Matignon de Georges Farrel : Sabine
- 1985 : Brigade Verte (série télévisée)
- 1988 : La Vie en panne d'Agnès Delarive (feuilleton) : Mme G. Duval
- 1988 : Un château au soleil de Robert Mazoyer (feuilleton)
- 1988 : Les Cinq Dernières Minutes La ballade de Menardeau de Maurice Frydland : la présidente de l'association
- 1989 : Les Dossiers secrets de l'inspecteur Lavardin - téléfilm : Maux croisés de Claude Chabrol : Claire Anello
- 1997 : Sans cérémonie de Michel Lang : Régine Chailly

### Au théâtre ce soir
- 1968 : Les Compagnons de la marjolaine de Marcel Achard, mise en scène Robert Manuel, réalisation Pierre Sabbagh, Théâtre Marigny
- 1969 : Many d'Alfred Adam, mise en scène Pierre Dux, réalisation Pierre Sabbagh, Théâtre Marigny
- 1969 : L’Amour des quatre colonels de Peter Ustinov, adaptation Marc-Gilbert Sauvajon, mise en scène Jean-Pierre Grenier, réalisation Pierre Sabbagh, Théâtre Marigny
- 1971 : Caroline de Somerset Maugham, mise en scène Grégoire Aslan, réalisation Pierre Sabbagh, Théâtre Marigny
- 1972 : Les Français à Moscou de Pol Quentin, mise en scène Michel Roux, réalisation Georges Folgoas, Théâtre Marigny
- 1981 : Monsieur Vernet de Jules Renard, mise en scène Robert Manuel, réalisation Pierre Sabbagh, Théâtre Marigny

## Théâtre

### TNP
- 1953 : Dom Juan de Molière, mise en scène Jean Vilar, Festival d'Avignon
- 1953 : La Tragédie du roi Richard II de William Shakespeare, mise en scène Jean Vilar, Festival d'Avignon
- 1953 : Le Médecin malgré lui de Molière, mise en scène Jean-Pierre Darras, Festival d'Avignon
- 1954 : Le Prince de Hombourg d'Heinrich von Kleist, mise en scène Jean Vilar, Festival d'Avignon
- 1954 : Lorenzaccio de Alfred de Musset, mise en scène Gérard Philipe, TNP Théâtre de Chaillot
- 1954 : Ruy Blas de Victor Hugo, mise en scène Jean Vilar
- 1955 : L'Étourdi de Molière, mise en scène Daniel Sorano, Théâtre Montansier
- 1955 : Dom Juan de Molière, mise en scène Jean Vilar, Festival d'Avignon
- 1956 : Les Femmes savantes de Molière, mise en scène Jean-Paul Moulinot, Théâtre de Chaillot
- 1956 : Le Prince de Hombourg d'Heinrich von Kleist, mise en scène Jean Vilar, Festival d'Avignon
- 1956 : Macbeth de William Shakespeare, mise en scène Jean Vilar, Festival d'Avignon
- 1956 : Ce Fou de Platonov d'Anton Tchekhov, mise en scène Jean Vilar, Festival de Bordeaux
- 1956 : L'Avare de Molière, mise en scène Jean Vilar
- 1957 : Le Malade imaginaire de Molière, mise en scène Daniel Sorano, Théâtre de Chaillot
- 1959 : La Fête du cordonnier de Michel Vinaver d'après Thomas Dekker, mise en scène Georges Wilson, Théâtre de Chaillot
- 1959 : Le Songe d'une nuit d'été de William Shakespeare, mise en scène Jean Vilar, Festival d'Avignon
- 1959 : Mère Courage de Bertolt Brecht, mise en scène Jean Vilar, Festival d'Avignon
- 1959 : La Mort de Danton de Georg Büchner, mise en scène Jean Vilar, Théâtre de Chaillot
- 1960 : Erik XIV d'August Strindberg, mise en scène Jean Vilar, Théâtre de Chaillot, Festival d'Avignon
- 1960 : Antigone de Sophocle, mise en scène Jean Vilar, Festival d'Avignon
- 1960 : Mère Courage de Bertolt Brecht, mise en scène Jean Vilar, Festival d'Avignon
- 1960 : La Résistible Ascension d'Arturo Ui de Bertolt Brecht, mise en scène Jean Vilar et Georges Wilson, Théâtre de Chaillot
- 1961 : Loin de Rueil de Maurice Jarre et Roger Pillaudin d'après Raymond Queneau, mise en scène Maurice Jarre et Jean Vilar, Théâtre de Chaillot
- 1961 : Antigone de Sophocle, mise en scène Jean Vilar, Festival d'Avignon
- 1961 : L'Alcade de Zalamea de Pedro Calderón de la Barca, mise en scène Georges Riquier et Jean Vilar, Festival d'Avignon
- 1961 : Les Rustres de Carlo Goldoni, mise en scène Roger Mollien et Jean Vilar, Festival d'Avignon
- 1961 : La Paix d'après Aristophane, mise en scène Jean Vilar, Théâtre de Chaillot
- 1962 : La Reine galante d'André Castelot, mise en scène Jean-Pierre Grenier, Théâtre des Ambassadeurs
- 1962 : L'Avare de Molière, mise en scène Jean Vilar, Théâtre de Chaillot, Festival d'Avignon
- 1962 : La guerre de Troie n'aura pas lieu de Jean Giraudoux, mise en scène Jean Vilar, Festival d'Avignon
- 1962 : Les Rustres de Carlo Goldoni, mise en scène Roger Mollien et Jean Vilar, Festival d'Avignon
- 1963 : Lumières de bohème de Ramón María del Valle-Inclán, mise en scène Georges Wilson, Théâtre de Chaillot
- 1963 : L'Avare de Molière, mise en scène Jean Vilar, Festival d'Avignon
- 1963 : La guerre de Troie n'aura pas lieu de Jean Giraudoux, mise en scène Jean Vilar, Festival d'Avignon
- 1963 : Thomas More ou l'homme seul de Robert Bolt, mise en scène Jean Vilar, Théâtre de Chaillot, Festival d'Avignon
- 1966 : L'Avare de Molière, mise en scène Jean Vilar, Festival du Marais Hôtel de Rohan

### Après le TNP
- 1964 : Richard III de Shakespeare, mise en scène Jean Anouilh et Roland Piétri, Théâtre Montparnasse
- 1965 : L'Accusateur public de Fritz Hochwälder, mise en scène Claude Régy, Théâtre des Mathurins
- 1966 : L'Avare de Molière, mise en scène Jean Vilar, Festival du Marais Hôtel de Rohan
- 1966 : La Convention de Belzébir de Marcel Aymé, mise en scène René Dupuy, Théâtre de l'Athénée-Louis-Jouvet
- 1969 : On ne sait jamais de et mise en scène André Roussin, Théâtre de la Michodière
- 1971 : Le Client de et mise en scène Jean-Claude Carrière, Théâtre de la Michodière
- 1972 : Une anguille pour rêver de William Payne, mise en scène Marcel Lupovici, Théâtre 347
- 1974 : Le Canard à l'orange de William Douglas Home, adaptation Marc-Gilbert Sauvajon, mise en scène Pierre Mondy
- 1974 : Lady Pain d'épice de Neil Simon, mise en scène Emilio Bruzzo, Théâtre de l'Œuvre
- 1975 : L'Autre Valse de Françoise Dorin, mise en scène Michel Roux, Théâtre des Variétés
- 1977 : Le Jour et la Nuit d'Élie Pressmann, lecture au Festival d'Avignon
- 1978 : Le Jour et la Nuit d'Élie Pressmann, mise en scène Pierre Boutron, Théâtre national de l'Odéon
- 1978 : Les Rustres de Carlo Goldoni, mise en scène Claude Santelli, Théâtre de la Michodière
- 1979 : Coup de chapeau de Bernard Slade, mise en scène Pierre Mondy, Théâtre de la Michodière
- 1982 : Les Rustres de Carlo Goldoni, mise en scène Claude Santelli, Eldorado
- 1984 : Les Temps difficiles d'Édouard Bourdet, mise en scène Pierre Dux, Théâtre des Variétés
- 1992 : Héritage d'Augustus Goetz et Ruth Goetz d'après Henry James, mise en scène Gildas Bourdet, Cado, Théâtre de Paris, Festival d'Angers, Festival de Ramatuelle
- 1994 : Henri IV de Luigi Pirandello, mise en scène Georges Wilson, Théâtre de l'Œuvre
- 1996 : La Cour des comédiens d'Antoine Vitez, mise en scène Georges Lavaudant, Festival d'Avignon
- 1997 : George Dandin de Molière, mise en scène Francis Perrin, Théâtre de Versailles
- 1998 : Le Nouveau Testament de Sacha Guitry, mise en scène Jean-Laurent Cochet, Théâtre Mouffetard
- 1999 : September de Woody Allen, mise en scène Woody Allen, Théâtre Mouffetard
- 2001 : Ne réveillez pas Madame de Jean Anouilh, mise en scène Francis Perrin, Théâtre de Paris